# Stara Wieś (Miłków)
Stara Wieś – część wsi Miłków w Polsce, położona w województwie świętokrzyskim, w powiecie ostrowieckim, w gminie Bodzechów.
W latach 1975–1998 Stara Wieś administracyjnie należała do województwa kieleckiego.